# ベルリン・テンペルホーフ空港
テンペルホーフ空港（ドイツ語: Flughafen Berlin-Tempelhof, 英語: Tempelhof Airport）は、ドイツのベルリンにあった国際空港である。

## 概要

### 開港
ベルリン市街地南の、プロイセン軍の練兵場であった場所に、1923年開港。第二次世界大戦下の1941年に、ヒトラーの命令によって、ベルリンを大改造する世界首都ゲルマニア計画の一環として、建築家エルンスト・ザーゲビールの手で空港ターミナルビルが今のデザインに改修される。戦時中はもっぱら軍用飛行場として使用された。

### 「ベルリン大空輸」

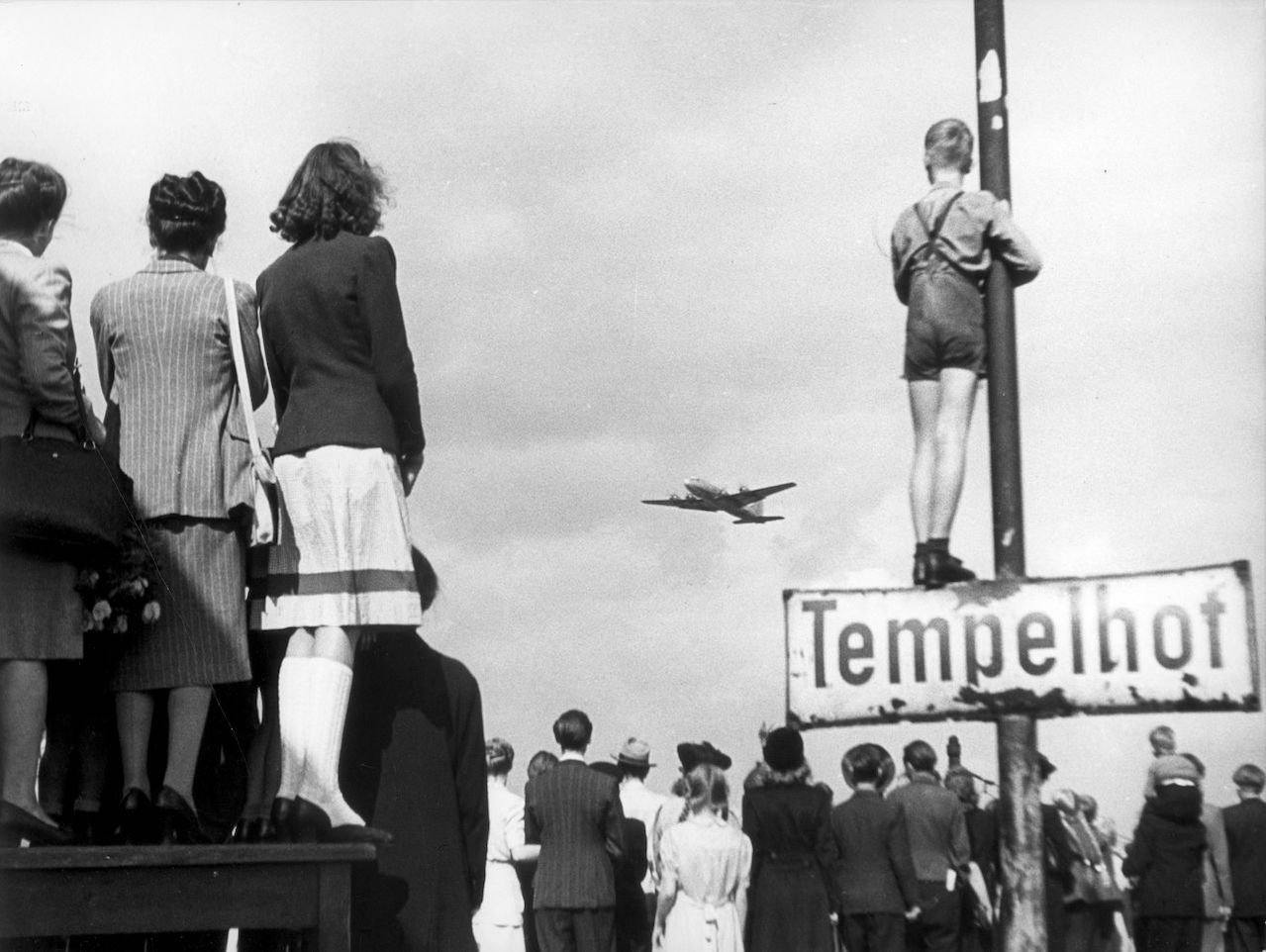
「ベルリン大空輸」でテンペルホーフ空港に着陸する輸送機

第二次世界大戦後の冷戦下の1948年には、ソ連のベルリン封鎖に対抗したイギリスやアメリカなどの西側陣営の空輸作戦、いわゆる「ベルリン大空輸」の舞台となった。

### 閉鎖
その後も西ベルリンの主要空港の1つとして使用されたが、滑走路が狭いことや空港拡張が不可能なことから、旅客機の大型化に伴って発着便がベルリン・テーゲル空港などへ移ったために便数が減少した。
それによる利用者の減少による赤字の計上や、ドイツ再統一後のベルリン・ブランデンブルク国際空港への機能集約などの理由により閉鎖される方針が示されたが反対意見も多く、その賛否を問う市民投票が2008年4月27日に実施された。閉鎖反対が投票数の6割を超えたものの投票率自体は3割に留まったため、予定通り2008年10月31日に閉鎖された。
2008年5月29日から31日にかけて、ベルリン・フィルハーモニーの火災の影響により、ベルリン・フィルハーモニー管弦楽団が空港の格納庫で演奏会を開催した。

### その後
2015年5月23日、フォーミュラE選手権第8戦が当空港で開催された。ターミナル前駐機場エリア（記事冒頭の写真参照）を大きく利用した路幅の広いコースレイアウトとなっている。予選はヤルノ・トゥルーリがポールポジションを獲得し、決勝は2番手スタートのルーカス・ディ・グラッシが1周目にトゥルーリを抜きそのままトップでゴールした。
空港閉鎖後敷地は公園化され2022年ロシアのウクライナ侵攻によるドイツ避難民一部ヘの仮設住居へ敷地提供している。